# Clinopodium flabellifolium
Clinopodium flabellifolium là một loài thực vật có hoa trong họ Hoa môi. Loài này được (Epling & Játiva) Govaerts mô tả khoa học đầu tiên năm 1999.